# Aleksandr Kroxmal'
Aleksandr Vïktorovïç Kroxmal' (in kazako Александр Викторович Крохмаль?; in russo Александр Викторович Крохмаль?, Aleksandr Viktorovič Krochmal'; Aşgabat, 22 novembre 1981) è un ex calciatore kazako, di ruolo attaccante.